# Gerhard Swoboda (Schauspieler)
Gerhard Swoboda (* 26. Juli 1945 in Wien; † 1. Februar 2001 in Arnfels/Steiermark oder Unterhaag/Steiermark) war ein österreichischer Schauspieler und Hörspielsprecher. Er war Ensemblemitglied im Theater in der Josefstadt und spielte kleinere Rollen in zahlreichen Fernsehserien und -filmen.

## Leben und Wirken
Swoboda wurde 1945 in Wien geboren und verbrachte seine Jugend im Heim. Nach seiner Ausbildung als Friseur, begann er als autodidaktisch ausgebildeter Schauspieler beim Ensembel Die Komödianten von Conny Hannes Meyer. Es folgten Engagements an verschiedenen Theatern und Sommerspielen in ganz Österreich. Ab 1993 war er bis zu seinem Tod Ensembelmitglied im Theater in der Josefstadt.
Weiters spielte er Neben- und Episodenrollen in diversen TV-Produktion wie z. B. Kaisermühlen Blues oder Eurocops.
Er lebte mit seiner Frau in Arnfels in der Steiermark, wo er mit 55 Jahren an einem Herzleiden verstarb.

## Hörspiele (Auswahl)
- 1974: Manfred Chobot: Partygesellschaft oder Krieg im Salon – Regie: Hans Rochelt (Hörspiel – ORF Wien)
- 1977: Dezső Monoszlóy: Kurze Hose in Fesseln (der Dürre) – Regie: Götz Fritsch (Hörspiel – ORF Wien)
- 1977: Henrik Ibsen: Ein Volksfeind (2. Bürger) – Regie: Götz Fritsch (Hörspielbearbeitung – ORF Wien)
- 1978: Ernest Hemingway: Kat (Vorlage: In einem anderen Land) (Piani) – Regie: Götz Fritsch (Hörspielbearbeitung – ORF Wien)
- 1978: Erich A. Richter: Eing'fahrn – Regie: Hans Rochelt (Hörspiel – ORF Wien)
- 1979: Wladimir Majakowski: Das Schwitzbad (Genosse Dreysam) – Regie: Götz Fritsch (Hörspielbearbeitung – ORF Wien)
- 1980: Gerhard Kahry: Der Dschinn (Der Djin) (der Reporter) – Regie: Götz Fritsch (Original-Hörspiel – ORF Wien)
- 1981: Hans Meister: Frauenland – Regie: Reinhold Ulrych (Originalhörspiel – ORF Steiermark)
- 1981: Ivo Hirschler: Im Namen des Gesetzes: Stumme Zeugen lügen nicht (Simon Tibor, genannt Jimmy) – Regie: Reinhold Ulrych (Originalhörspiel – ORF Steiermark)
- 1982: Ivo Hirschler: Im Namen des Gesetzes: Der Gast ist bei uns König (Jimmy, Halbbruder von Oberfahnler) – Regie: Reinhold Ulrych (Originalhörspiel – ORF Steiermark)
- 1982: Ernst Wünsch: Stufa, Culo, Corridoio (1. Fotograf) – Regie: Reinhold Ulrych (Hörspiel – ORF Steiermark)
- 1983: Hans Flesch-Brunningen: Der Kipfelmacher vom Laurenzerberg (Lixl) – Bearbeitung und Regie: Götz Fritsch (Hörspielbearbeitung – ORF)
- 1984: Miodrag Djurdjevic: Geräuschkulisse (Bane) – Übersetzung und Regie: Milo Dor (Originalhörspiel – ORF Wien)
- 1985: Alfred Paul Schmidt: Der Nachfolger (Kittner) – Regie: Heinz Hartwig (Hörspiel – ORF Steiermark)
- 1986: Franz von Heufeld: Der Bauer aus dem Gebirge in Wien (Caspar) – Regie: Götz Fritsch (Hörspielbearbeitung – ORF Wien)
- 1986: Sebastian Goy: Zwölf Morde hat das Jahr (6. Folge: Im Juni singt der Taschendieb) – Regie: Ulrich Heising (Originalhörspiel, Kurzhörspiel, Kriminalhörspiel – SWF/BR/WDR)
- 1988: Peter Marginter: Pflichtübungen (H) – Regie: Götz Fritsch (Originalhörspiel – ORF)
- 1995: Ernst Hinterberger: Polizeikommissariat Leopoldstadt: Weil uns fad war (Rudolf Fuhrich) – Regie: Georg Madeja (Originalhörspiel, Kriminalhörspiel – ORF Wien)

Quellen: Ö1-Hörspieldatenbank und ARD-Hörspieldatenbank